# Spoorlijn L'Aubinière - La Suze
De spoorlijn L'Aubinière - La Suze was een Franse spoorlijn van Villaines-sous-Malicorne naar La Suze-sur-Sarthe. De lijn was 21,5 km lang en heeft als lijnnummer 509 000.

## Geschiedenis
De lijn werd geopend door de Compagnie du chemin de fer de Paris à Orléans op 24 december 1877. 
Reizigersverkeer werd opgeheven op 3 juni 1940, op 13 maart 1945 werd de treindienst op dit gedeelte weer hersteld, tot de definitieve opheffing op 6 april 1970. Goederenvervoer werd opgeheven in 1995.

## Aansluitingen
In de volgende plaatsen is of was er een aansluiting op de volgende spoorlijnen:
aansluiting l'Aubinière
RFN 508 000, spoorlijn tussen Aubigné-Racan en Sablé
La Suze
RFN 450 000, spoorlijn tussen Le Mans en Angers-Maître-École